# Tuomas Kuparinen
Tuomas Kuparinen (Lahti, 7 de agosto de 1979) é um futebolista finlandês que já atuou no FC Lahti, MYPA, e no KuPS.